# Матюха, Иван Федотович
Иван Федотович Матюха (10 сентября 1938, станица Должанская, Ейский район, Краснодарский край — 10 апреля 2017, там же) — советский предовик в области животноводства, старший чабан колхоза «По заветам Ильича» Ейского района Краснодарского края. Герой Социалистического Труда (1966) 

## Биография
Родился в крестьянской в семье. Русский.
Трудовую деятельность начал в местном колхозе - пас овец. После прохождения военной службы в Советской Армии вернулся на родину и продолжил работать чабаном в колхозе «По заветам Ильича».
Вскоре стал одним из лучших чабанов Ейского района и был назначен старшим чабаном отары, поголовье в которой неукоснительно росло, настриг шерсти достигал 10 килограммов с каждой овцы в год, стабильный приплод - по 4 ягнёнка. В период работы в 7-й семилетке (1959-1965) трижды становился лучшим по профессии среди чабанов Краснодарского края. В 1965 году его бригада работала особенно успешно: от каждых 100 овцематок вырастили по 145 ягнят, от каждой овцы настригли 6,5 килограммов шерсти.
Указом Президиума Верховного Совета СССР от 22 марта 1966 года за достигнутые успехи в развитии животноводства, увеличении производства и заготовок мяса, молока, яиц, шерсти и другой продукции Матюхе Ивану Федотовичу присвоено звание Героя Социалистического Труда с вручением ордена Ленина и золотой медали «Серп и Молот».
В последующие годы бригада И. Ф. Матюхи продолжала демонстрировать высокие показатели. По итогам работы в зимний период 1972/1973 года от каждых 100 овцематок получили 144 ягнёнка и от каждой овцы настригли 7,6 килограмма шерсти. Бригадир был награждён вторым орденом Ленина.
Заслуженный работник сельского хозяйства Кубани (09.01.1996).
Проживал в родной станице Должанской. Похоронен в станице Должанской Ейский район Краснодарского края.

## Награды и звания
- Золотая медаль «Серп и Молот» (22.03.1966)[1];
- Орден Ленина (22.03.1966)
- Орден Ленина (06.09.1973)
- Медаль «За трудовую доблесть»
- Медаль «В ознаменование 100-летия со дня рождения Владимира Ильича Ленина» (6 апреля 1970)
- и другими

## Память
- В Краснодаре установлена мемориальная доска с именами Героев Социалистического Труда Кубани и Адыгеи